# なるさわ景
なるさわ 景（なるさわ けい、5月8日 - ）は、日本の漫画家。男性。埼玉県出身。主に成人向け漫画を執筆している。

## 概要
2008年、「いいなりオートフォーカス」で『COMIC RIN』9月号（茜新社）より商業誌デビュー。同誌休刊後は、『COMIC阿呍』（ヒット出版社）を中心に活動している。同人サークル「サウンドステッカー」主宰。
成人向け漫画では膣内射精の描写に拘っており、長編は相手の女性を妊娠させて終わる話が多い。

## 作品リスト

### 単行本

#### 成人向け
1. 『つよカノ』 （2010年5月21日発売[4]、茜新社〈TENMACOMICS RIN〉、ISBN 978-4-86349-155-7）
2. 『熊切さんはデレない』 （2011年3月25日発売[5]、茜新社〈TENMACOMICS RIN〉、ISBN 978-4-86349-216-5）
3. 『純愛トリコロール』 （2012年2月23日発売[6]、茜新社〈TENMACOMICS RIN〉、ISBN 978-4-86349-272-1）
4. 『CHUっちゅ あいらんど！』 （2012年9月24日発売[7]、茜新社〈TENMACOMICS RIN〉、ISBN 978-4-86349-315-5）
5. 『とろなまヒロインズ』 （2013年4月30日発売[8]、ヒット出版社〈セラフィンコミックス〉、ISBN 978-4-89465-590-4）
6. 『放課後の三月ウサギたち』 （2014年2月27日発売[9]、ヒット出版社〈セラフィンコミックス〉、ISBN 978-4-89465-621-5）
7. 『はげませっ！エッチアガール』 （2015年4月10日発売[10]、ヒット出版社〈セラフィンコミックス〉、ISBN 978-4-89465-660-4）
8. 『夏の夕暮れ小道』 （2015年5月26日発売[11]、茜新社〈TENMACOMICS JC〉、ISBN 978-4-86349-497-8）
9. 『亡国魔王の星彦くん』 （2016年9月28日発売[12]、ヒット出版社〈セラフィンコミックス〉、ISBN 978-4-89465-706-9）
10. 『甘ったれバンビ』 （2017年3月28日発売[13]、茜新社〈TENMACOMICS JC〉、ISBN 978-4-86349-620-0）
11. 『こえ♥マネ』 （2017年4月28日発売[14]、ヒット出版社〈セラフィンコミックス〉、ISBN 978-4-89465-722-9）
12. 『隣のJKエルフさん』 （2018年5月29日発売[15]、ヒット出版社〈セラフィンコミックス〉、ISBN 978-4-89465-764-9）
13. 『離島へ転校したらホストファミリーがドスケベで困る』 （2019年12月25日発売[16]、ジーオーティー〈GOTコミックス〉、ISBN 978-4-82360-000-5）
14. 『カギっ子が知り合ったお姉さん達に無限に甘やかされちゃう!』 （2021年10月28日発売[17]、ヒット出版社〈セラフィンコミックス〉、ISBN 978-4-89465-873-8）

#### 一般向け
- 『帰ってきた元勇者』 （原作：ニシ、キャラクター原案：米白粕、『マンガボックス』連載、2019年10月[18] - 、既刊11巻（紙書籍は6巻までで完結[19]））
  - アース・スター エンターテイメント〈アース・スターコミックス〉刊（紙書籍版）

  1. 2020年7月10日発売[20]、ISBN 978-4-8030-1430-3
  2. 2020年10月12日発売[21]、ISBN 978-4-8030-1461-7
  3. 2021年1月12日発売[22]、ISBN 978-4-8030-1479-2
  4. 2021年7月12日発売[23]、ISBN 978-4-8030-1538-6
  5. 2021年12月10日発売[24]、ISBN 978-4-8030-1590-4
  6. 2022年7月12日発売[25]、ISBN 978-4-8030-1662-8

  - マンガボックス刊（電子書籍版）

  1. 2020年7月10日発売、ASIN B08CNBTNQK
  2. 2020年10月12日発売、ASIN B08KS5BX5W
  3. 2021年1月12日発売、ASIN B08S6XZVW8
  4. 2021年7月12日発売、ASIN B098R199XK
  5. 2021年12月10日発売、ASIN B09N9RVYH4
  6. 2022年7月12日発売、ASIN B0B6191XMT
  7. 2022年12月26日発売、ASIN B0BPGQF6QM
  8. 2023年8月31日発売、ASIN B0CFLQ95Q7
  9. 2024年2月29日発売、ASIN B0CVLNR5RL
  10. 2024年8月31日発売、ASIN B0DB1TR2JX
  11. 2025年2月28日発売、ASIN B0DTYKRK52